# Ракочи, Михал
Миха́л Рако́чи (пол. Michał Rakoczy; 30 марта 2002, Ясло) — польский футболист, полузащитник клуба «Краковия».

## Клубная карьера
Михал Ракоши начинал играть в футбол в своем родном городе Ясло. В 2015 году он присоединился к молодёжному составу клуба «Краковия». Первую игру в основе футболист провел в мае 2018 года, выйдя на замену в матче чемпионата Польши против «Погони».
В сентябре 2020 года Ракоши отправился в аренду в клуб Первой лиги «Пуща», где играл до конца сезона. После аренды футболист вернулся в «Краковию». В 2022 году Ракоши продлил  контракт с клубом до 2027 года.

## Карьера в сборной
С 2017 года Михал Ракоши защищал цвета юношеских сборных Польши разных возрастов. 27 сентября 2022 в товарищеском матче против молодёжной сборной Латвии Ракоши дебютировал в составе молодёжной сборной Польши.

## Достижения

### Командные
«Краковия»
- Обладатель Кубка Польши: 2019/20

### Личные
- Лучший игрок месяца чемпионата Польши (2): февраль 2022[5], июль 2022[6]